# Cinclus schulzii
Il merlo acquaiolo di Schulz o merlo acquaiolo golarossa (Cinclus schulzii Cabanis, 1882), è un uccello passeriforme della famiglia dei Cinclidae.

## Etimologia
Il nome scientifico della specie, schultzii, rappresenta un omaggio allo zoologo tedesco Friedrich W. Schulz: il loro nome comune altro non è che la traduzione di quello scientifico.

## Descrizione

### Dimensioni
Coi suoi 14-15,5 cm di lunghezza, per 39,5 g di peso, questi uccelli rappresentano i cinclidi di minori dimensioni.

### Aspetto

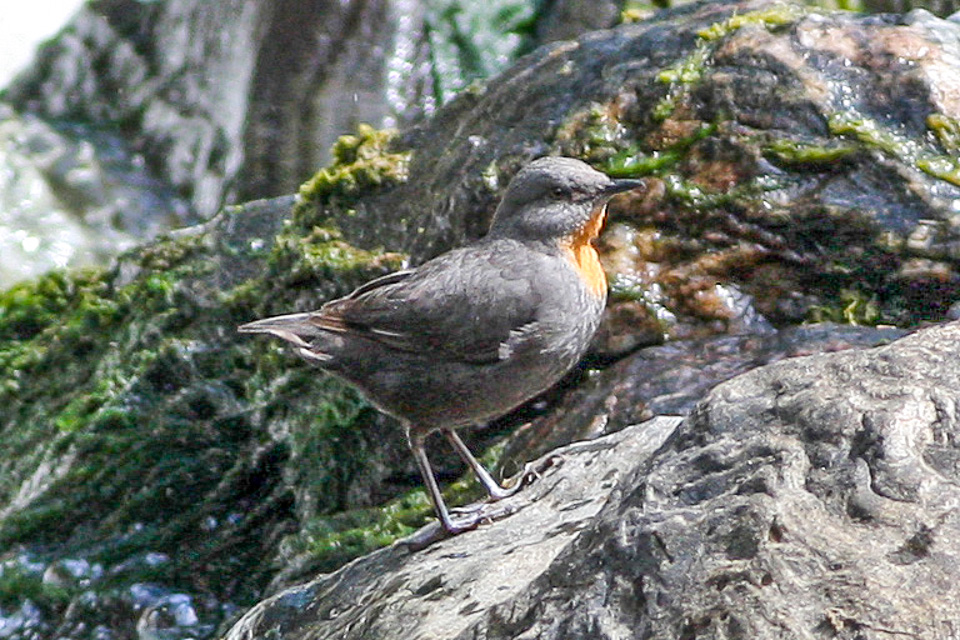
Esemplare in Provincia di Tucumán.

Si tratta di uccelletti dall'aspetto tozzo e paffuto, con testa grande e rotonda che sembra incassata direttamente nel torso, becco sottile e appuntito, corte ali arrotondate e coda squadrata, con forti zampe dalle lunghe e robuste dita e dagli artigli ricurvi: nel complesso, il merlo acquaiolo golarossa ricorda un pettirosso dalla coda corta e dalle zampe particolarmente sviluppate.
Il piumaggio è di color grigio-ardesia su testa, area scapolare e parte inferiore del petto: come intuibile dal nome comune, la gola e la parte superiore del petto sono di colore rosa-arancio, talvolta con tendenza a sfumare nel biancastro sotto la base del becco. Dorso, ali e coda sono di colore bruno-nerastro, con sfumature color cannella sul codione e orli delle remiganti grigio-biancastri durante l'inverno, mentre il ventre è più tendente al grigio-nerastro.
Il becco è nerastro, gli occhi sono di colore bruno-rossiccio e le zampe sono di color caramello.

## Biologia
Si tratta di uccelletti dalle abitudini diurne, solitari (anche se durante la stagione degli amori, quando possono essere osservati in coppie) che passano la maggior parte della giornata alla ricerca di cibo, immergendosi spesso e rimanendo in apnea anche per un minuto: il piumaggio denso e impermeabilizzato con le secrezioni dell'uropigio permette loro di rimanere caldi e asciutti in immersione, mentre le forti zampe ed ali li aiutano a muoversi camminando sul fondo o "volando" nell'acqua.
I richiami di questi uccelli ricordano molto quelli dell'affine merlo acquaiolo comune. 

### Alimentazione
La dieta di questi uccelli è insettivoro, comprendendo perlopiù insetti acquatici e non (soprattutto coleotteri), nonché le loro larve ed anche altri piccoli invertebrati.

### Riproduzione
Si tratta di uccelli monogami, che si riproducono fra settembre e gennaio.
Il nido, di forma globosa, viene costruito fra le rocce vicine all'acqua dalla sola femmina, intrecciando fibre vegetali, foglie morte e muschio e foderando il pavimento della camera di cova interna con foglie secche: al suo interno essa depone 2-3 uova, che provvede a covare da sola per circa due settimane.

I pulli, ciechi ed implumi alla schiusa, vengono imbeccati dalla femmina fino all'involo, che avviene a circa due settimane e mezzo di vita: a quel punto, è il maschio (che fin dalla cova è rimasto nei pressi del nido, facendo la guardia e imbeccando la compagna) a prendersi cura di loro ancora per una decina di giorni, ovvero fino a quando essi non sono in grado di badare a sé stessi e divengono indipendenti, allontanandosi.

## Distribuzione e habitat
Il merlo acquaiolo di Schulz è diffuso in una piccola zona delle Ande a cavallo fra il sud della Bolivia (sud-ovest del dipartimento di Chuquisaca e dipartimento di Tarija occidentale) e l'Argentina nord-occidentale (province di Jujuy, Salta, Catamarca, Tucumán).
L'habitat di questi uccelli è rappresentato dai fiumi montani di piccola portata (5-15 m di larghezza) a flusso veloce, con acqua limpida e fredda e presenza di rocce affioranti, cascate e fondale ghiaioso.